# Maya Graber
Maya Graber (geboren 1974 in Sempach) ist eine Schweizer Bildhauerin und Medailleurin.

## Leben

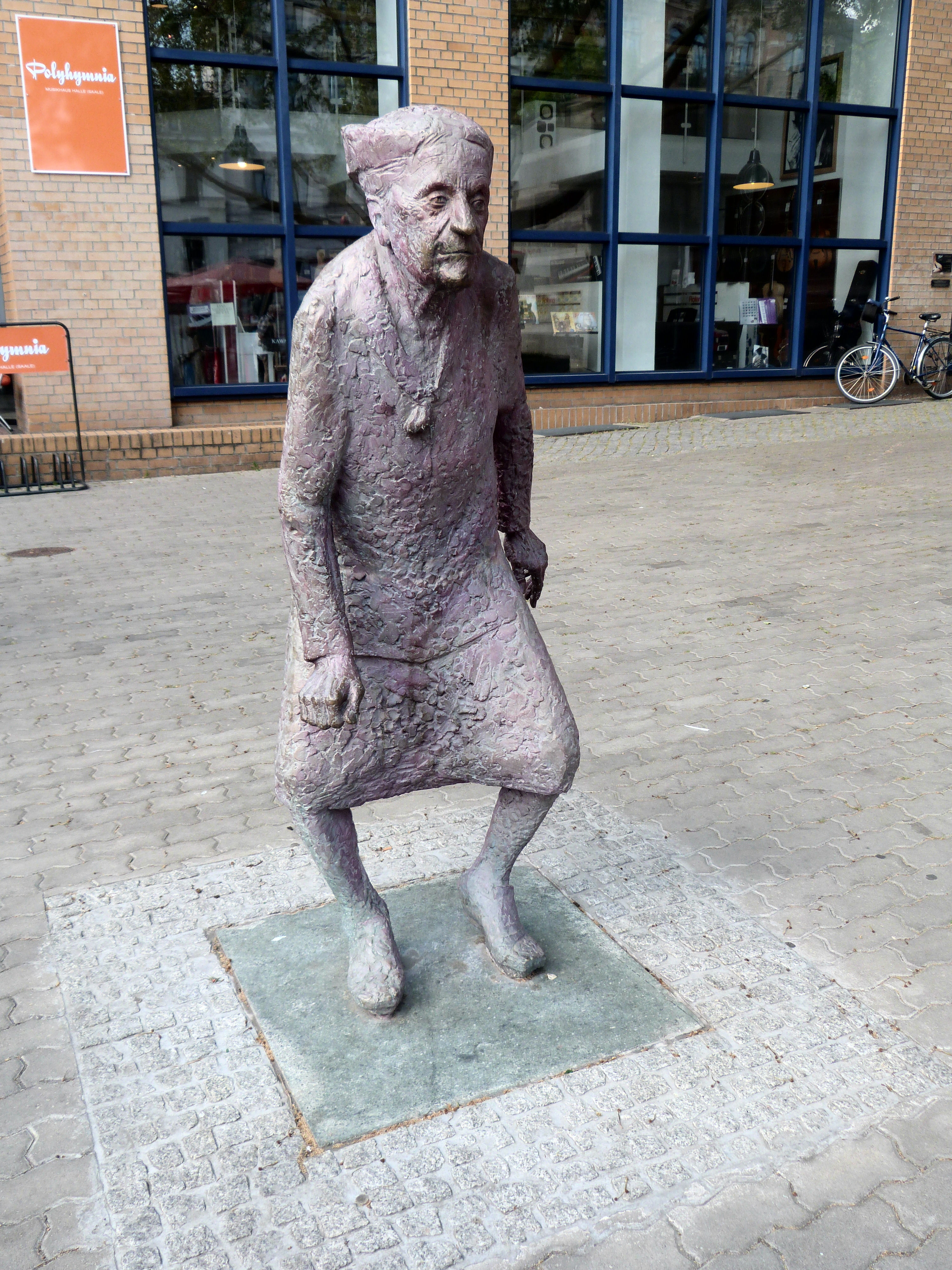
Frau Roth aus der Skulpturengruppe Eine Begegnung mittendrin, Halle an der Saale, 2006

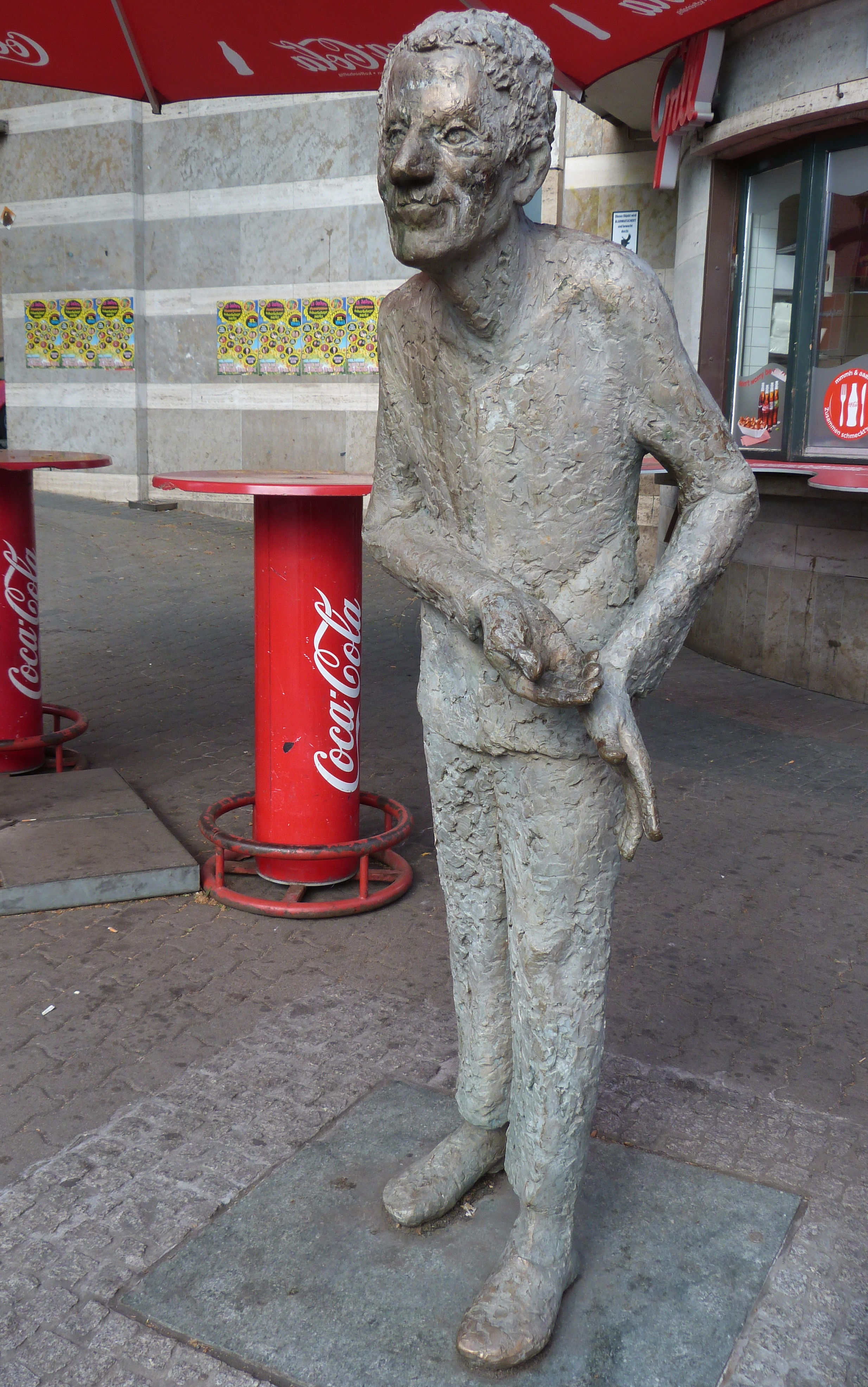
Hans Bucher, Skulpturengruppe Eine Begegnung mittendrin

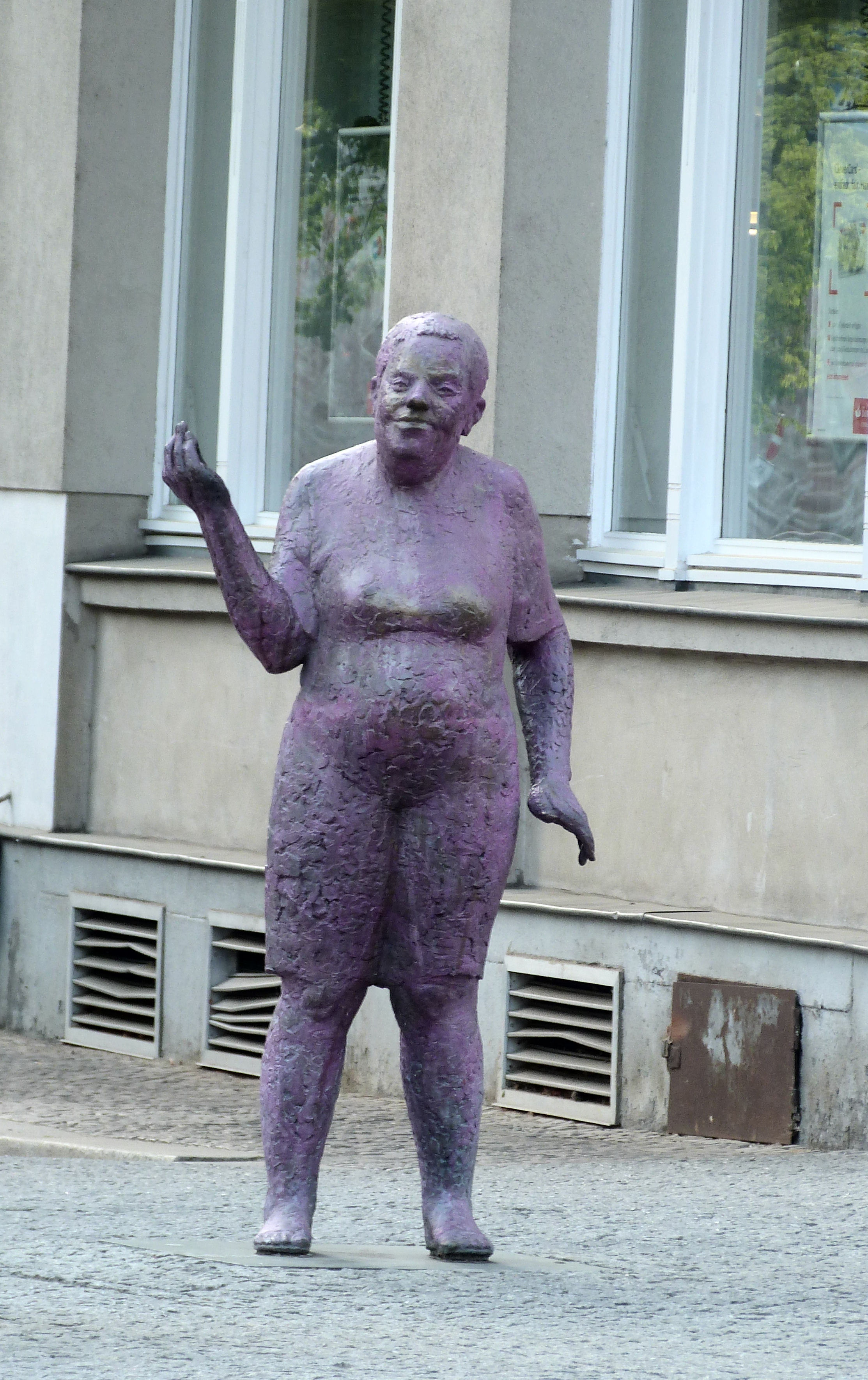
Evi Küchler, Skulpturengruppe Eine Begegnung mittendrin

Nach dem Besuch der unabhängigen Gestaltungsschule Farbmühle in Luzern von 1990 bis 1992 absolvierte Graber von 1993 bis 1997 eine Ausbildung zur Steinbildhauerin in Hochdorf LU. Auf ein Jahr der freischaffenden Tätigkeit in Emmenbrücke und der Beschäftigung in der Kunstgiesserei Bellform in Neuheim ZG folgte von 1999 bis 2005 in Halle an der Saale das Studium der Bildhauerei bei Bernd Göbel an der Burg Giebichenstein Kunsthochschule Halle. Von 2002 bis 2003 war sie für ein Semester Austauschstudentin an der Fakultät der Bildenden Künste der Universität Lissabon. 2005 erhielt sie ihren Studienabschluss als Diplom-Bildhauerin. Ihre Diplomarbeit war eine lebensgrosse Figurengruppe aus bunt pigmentiertem Fugenmörtel in Halle an der Saale. Die drei Figuren wurden nach kurzer Zeit mutwillig zerstört. Daraufhin gründete sich eine Bürgerstiftung unter dem Titel «Helft Frau Roth», die die finanziellen Mittel für die Wiederherstellung der Figuren in Bronze sammelte, um ein Zeichen gegen Zerstörung und Gewalt in der Stadt Halle zu setzen.
Im Anschluss an ihr Studium war Graber bis 2007 Meisterschülerin von Bernd Göbel.
Seit dem Jahr 2000 fertigt sie auf Anregung Bernd Göbels Medaillen. Sie nehmen mittlerweile einen breiten Raum in ihrem Schaffen ein, und das Werk Grabers zeichnet sich durch die häufige Verwendung des in der Numismatik kaum genutzten Metalls Bismut und bismuthaltiger Legierungen aus.
Graber lebt und arbeitet in Geschinen im Kanton Wallis und in Halle an der Saale.

## Plastiken und Reliefs (Auswahl)
- Skulpturengruppe Eine Begegnung mittendrin in Halle an der Saale, pigmentierter Fugenmörtel, 2005 (Diplomarbeit, drei lebensgrosse Skulpturen)[1]
- Skulpturengruppe Eine Begegnung mittendrin in Halle an der Saale, Bronze, 2006 (drei Skulpturen und eine Plakette, Ersatz für die mutwillig zerstörten Skulpturen des Vorjahrs)[1]
- Triptychon Ratsloggia, dreiteilige Bronzeplatte auf dem Marktplatz in Halle an der Saale, 200 × 300 cm, 2006
- mehrere Reliefs der Gruftbögen des Stadtgottesackers in Halle an der Saale, 2007
- Wappen über dem Haupteingang der Leopoldina in Halle an der Saale

## Medaillen (Auswahl)
- Gipfelboumerang, anlässlich des G8-Gipfels in Heiligendamm 2007, Gusseisen, 150 × 100 mm, 2007
- Alter Ego & Helvetia, bezüglich Schweizer Kriegswaffenexporten und Minarett-Verboten, Bronze, 140 × 90 mm, 2009
- Chimäre Ablass. Damals und Heute. Zu Bedeutung und Wirkung der Reformation, Bronze, 95 × 112 mm, 2011
- Galgenwald, Bronze, 120 mm breit, 2012
- Kairos, Bismut-Legierung, 82 × 122 mm, 2015
- 450 Jahre Hessen Darmstadt, Bismut-Legierung, 75 × 75 mm, 2017
- Hazel Brugger – Slam Poet, Bismut-Legierung, 110 × 110 mm, 2017
- 60-jähriges Bestehen der Kölner Münzfreunde von 1957, Bismut / 3 Ex. Silber 74 × 92 mm, 2017
- 30-jähriges Bestehen des Münzvereins Neumarkt, Bismut 84 × 74 mm, 2020[4]

## Ausstellungen

### Einzelausstellungen
- 2017 Ausstellung «Wesensarten» im Gewölbekeller des Museums Schloss Neuenburg[5]

### Ausstellungsteilnahmen
- 2007 Internationale Medaillenausstellung der International Federation of Medallic Art (FIDEM) in Colorado Springs
- 2010 Internationale Medaillenausstellung der FIDEM in Tampere[2]

## Auszeichnungen
- 1996 Preis der Stadt Yverdon-les-Bains, Bildhauersymposium 250 Jahre J. H. Pestalozzi
- 2001 erster Preis im studentischen Medaillen-Projekt der British Art Medal Society
- 2004 Preis für ausländische Studierende des Deutschen Akademischen Austauschdienstes (DAAD)
- 2006 Förderpreis des Deutschen Medailleurpreises Johann Veit Döll der Stadt Suhl und der Deutschen Gesellschaft für Medaillenkunst[2]
- 2007 «Prix encouragement» Medaillen-Förderpreis des Musée d’art et d’histoire in Neuenburg[5]
- 2007 Peter-Parler-Preis der Deutschen Stiftung Denkmalschutz als Mitglied der Bauhütte Stadtgottesacker e. V. in Halle an der Saale für die Neugestaltung des Stadtgottesackers